# Новгородский проспект (Шушары)
Новгоро́дский проспе́кт — проспект в поселке Шушары Пушкинского района Санкт-Петербурга. Проходит от Чудовской улицы до Шушарской дороги.
Название Новгородский проспект получил 7 октября 2010 года. Тогда он юридически проходил от КАД, но 12 августа 2014 года границы изменили, и проспект стал начинаться от Чудовской улицы, пока не построенной.
Первый участок Новгородского проспекта в жилой застройке Шушар, а именно от Школьной до Первомайской улицы, появился в 2015 году. В ноябре 2018 года его удлинили на север — почти на 100 метров вдоль дома 4.
В 2023 году началось строительство трамвайной линии, которая соединит станцию метро «Купчино» со Славянкой. Она пройдет в том числе по Новгородскому проспекту.

## Застройка
- № 2, корпус 1, — жилой дом (2021[7])
- № 3 — торговый комплекс (2021—2022[8])
- № 4 — жилой дом (2018[9])
- № 6 — жилой дом (2017[10])
- № 6, корпус 2, — паркинг (2019[11])
- № 8 — жилой дом (2016[12])
- № 9, корпус 2, — детский сад (2020[13])
- № 10 — жилой дом (2015[14])

## Перекрёстки
- Чудовская улица (не построена)
- Вилеровский переулок (не построен)
- Школьная улица
- Окуловская улица
- Первомайская улица
- Валдайская улица (не построен)
- Пушкинская улица
- Шушарская дорога